# Melchor del Castillo
Melchor del Castillo, Castrillo o Castriello (León, ¿? - Daroca, 25 del agosto de 1585) fue un compositor y maestro de capilla español.
No debe confundirse con Melchor del Castillo (siglo XVII), cornetista de la Seo de Zaragoza.

## Vida
Lo único que se sabe de los orígenes y la formación de Castillo es que «fue natural de León de Castilla».
Las primeras noticias que se tienen de él son de su magisterio en la Colegiata de Santa María de Calatayud, donde inició su carrera hacia 1562 con un salario anual de 850 sueldos anuales. En Calatayud, ese mismo año, contrajo matrimonio con Isabel de Maluenda y en febrero bautizaba en la Colegiata a su hijo, Melchor Castrillo. Debió permanecer hasta hacia 1564, ya que en 1565 se menciona como maestro de capilla a Agustín López Forcén.
El maestro de capilla de la Catedral de Huesca, Miguel Tarín, finalizó en el cargo en 1578, sin que se sepa la razón. «Melchor Castriello» fue admitido como maestro de capilla de la Catedral el 19 de febrero de 1579 y nombrado «durante beneplácito capituli». Se le concedió un sueldo de setenta libras jaquesas al año, además de dos dineros por hora canónica. Solo permaneció en Huesca tres meses, ya que el 28 de mayo pretendía el magisterio Luis de Arboleda, si éxito.
En 1581 Castillo fue nombrado maestro de capilla de la Colegiata de Daroca, sin que se sepa cual fue su predecesor. Castillo trajo una serie de libros a Borja, que aparecen en un inventario de hacia 1596 de los libros de Coro:

- Un libro de Victoria de canto de órgano, que lo dio el arcediano Joan Marco, Prior de esta santa Iglesia.
- Un cuerpo de todas las dominicas del año.
- Otro de todos los villancicos de Navidad. Lleváronselo.
- Otro de todas las magníficats y salves.
- Otro de las misas a cinco.
- Otro en que está el Tedeum laudamus.
- Otro de la psalmodia.
- Otro grande que están las salves a cinco.
- Cinco cuaderno [en] que están [los] pastores: lo que tañen, con algunos motetes.

El 2 de enero de 1582 fallecía el maestro de capilla Baltasar Ruiz de la Catedral de El Burgo de Osma, quedando el cantor Pedro Ruiz como interino. El cargó quedó vacante y el cabildo organizó unas oposiciones, enviando edictos a Burgos, Madrid y Sigüenza. Melchor del Castillo resultó ganador de unas reñidas oposiciones y los demás contrincantes fueron pagados con 100 reales para los costes del camino. Parece que Castillo renunció al cargo y el cabildo nombró a Alonso Puro el 25 de mayo de 1582, con la condición de volver a hacer las informaciones, por «no ser buenas». El 6 de junio el cabildo despedía a Puro, gratificándole 300 reales.
Castillo fallecía en Daroca: «El maestro Melchor de Castrillo murió el año 1585, en 25 del mes de agosto; fue natural de León de Castilla.» La partida sacramental decía:

Melchior Castrillo. — A 25 de agosto de 1585 murió Melchior Castrillo con los sacramentos de la Santa Madre Iglesia. Hizo testamente en poder de Paulo Pastrana. Dejó por su alma sus tres actos y en cada un acto una misa cantada y siete rezadas. Sepultóse dentro de la iglesia, en el claustro medio. Ejecutor y fianzas el canónigo Fernández.

## Obra
No se conservan composiciones del maestro Castillo.